# Tjärblomstersäckmal
Tjärblomstersäckmal, Coleophora graminicolella är en fjärilsart som beskrevs av Hermann von Heinemann och Maximilian Ferdinand Wocke 1876. Tjärblomstersäckmal ingår i släktet Coleophora, och familjen säckmalar, Coleophoridae. Arten är reproducerande i Sverige.